# Alper Uludağ
Alper Uludağ (* 11. Dezember 1990 in Heusden-Zolder) ist ein belgisch-türkischer Fußballspieler.

## Karriere

### Verein
Uludağ kam 2007 aus dem Nachwuchs der PSV Eindhoven in den Nachwuchs von Alemannia Aachen. Uludağ ist Angreifer und spielte bis etwa Ende 2009 regelmäßig mit der Aachener Reservemannschaft in der NRW-Liga. Am 9. November 2009 kam Uludağ durch Einwechslung in der 88. Spielminute zu seinem ersten Einsatz in der 2. Bundesliga. Ab der Rückrunde hauptsächlich im Kader der Zweitligamannschaft stehend, wechselte er im Sommer 2010 endgültig von der Aachener Reserve in den Profikader. Als Stammspieler unter Trainer Peter Hyballa erzielte er in seinem 22. Zweitligaspiel anlässlich eines 3:1-Auswärtserfolges beim FSV Frankfurt im September des Jahres sein erstes Profitor.
Im Oktober des Jahres kam Uludağ zu seinem Debüt im internationalen Fußball, als er für die türkische U-21-Auswahl im Spiel gegen Frankreich antrat. Bereits in seinem zweiten Spiel für die Mannschaft gegen Belgien reihte er sich unter anderem neben Burak Kaplan beim 4:1-Erfolg in die Torschützenliste ein. Im April 2011 verlängerte Uludağ seinen 2012 auslaufenden Vertrag bei der Alemannia vorzeitig bis 2014.
Nach dem Abstieg mit der Alemannia wechselte er 2012 zum Zweitligisten FC Ingolstadt 04, bei dem er einen Vertrag bis 2014 unterschrieb. Ende August 2013 wechselte er zum türkischen Erstligisten Kayserispor. Er unterschrieb einen Dreijahresvertrag. Mit diesem Verein erreichte er zum Saisonende die Zweitligameisterschaft und damit den Aufstieg in die Süper Lig.
Im Sommer 2015 wechselte er zusammen mit seinem Teamkollegen Okay Yokuşlu zum Erstligisten Trabzonspor.
Im Frühjahr 2016 wurde Aydoğdu zusammen mit seinem Teamkollegen Soner Aydoğdu an Akhisar Belediyespor als Gegenleistung für die Verpflichtung Güray Vural abgegeben. Zur Saison 2017/18 wechselte er zum Ligarivalen Gençlerbirliği Ankara. Mit diesem Verein verfehlte er zum Saisonende den Klassenerhalt und ging mit ihm in die TFF 1. Lig. Hier gelang ihm mit seinem Verein die Vizemeisterschaft der Liga und damit der direkte Wiederaufstieg.
Mit seinem Vertragsende zum Sommer 2019 verließ Uludağ die Hauptstädter und wurde vom Erstligisten Konyaspor verpflichtet.

### Nationalmannschaft
Uludağ absolvierte zwei Spiele für die türkische U-15-Auswahl und acht Spiele für die U-21. Außerdem kam er einmal für das türkische A-2-Nationalteam zum Einsatz.

## Erfolg
Mit Kayserispor
- Meister der TFF 1. Lig und Aufstieg in die Süper Lig: 2014/15

Gençlerbirliği Ankara
- Vizemeister der TFF 1. Lig und Aufstieg in die Süper Lig: 2018/19

## Privates
Uludağs Großeltern und Eltern waren vor seiner Geburt aus der Türkei nach Belgien eingewandert. Er spricht Türkisch, Belgisches Niederländisch und Deutsch, wobei er die deutsche Sprache erst während seiner Zeit bei Alemannia Aachen lernte.